# 老爺廟口岸
老爺廟口岸是中華人民共和國新疆維吾爾自治區的一個陸路邊境口岸，位於哈密市巴里坤哈薩克自治縣境內，並與蒙古國戈壁阿爾泰省布格特縣的布爾嘎斯台口岸相接。該口岸於1992年2月獲中華人民共和國國務院允許開放，並在一個月後正式對蒙開放通關。另一方面，老爺廟口岸的税費徵收、進出口貨物監管與出入境旅客查驗等工作則由烏魯木齊海關下屬哈密海關負責。

## 位置和交通
老爺廟口岸位於中華人民共和國新疆維吾爾自治區哈密市巴里坤哈薩克自治縣境內，距離巴里坤縣縣城、市府駐地伊州區以及自治區首府烏魯木齊市分別為172公里、308公里和773公里。該口岸鄰近中蒙邊界第354號界標，並與蒙古國戈壁阿爾泰省布格特縣的布爾嘎斯台口岸相接，而距離布格特縣縣城以及首府阿爾泰市則分別是280公里與484公里。此外，根據新疆維吾爾自治區發展和改革委員會在2014年起草的《絲綢之路經濟帶框架下促進新疆對外開放與經濟發展規劃》文件，老爺廟口岸也是絲綢之路經濟帶上新疆三條通道構想當中的北通道向東輻射終點（對蒙口岸）之一。
公路方面，老爺廟口岸是一級公路575國道的北端終點。這條公路全長164公里，連接口岸、京新高速公路以及巴里坤縣縣城，並於2017年開始建設和2023年9月1日全綫通車。另外該公路不但是天山南北交通大通道的重要組成部分，也使來往巴里坤縣縣城與老爺廟口岸的所需時間縮短一半至約1.5小時。
鐵路方面，哈密市計劃興建連接蘭新鐵路煙墩站和老爺廟口岸的貨運專用鐵路。這條鐵路全長約620公里，途徑伊吾縣淖毛湖鎮與巴里坤縣三塘湖鎮，並在2024年2月29日向外發佈公示。

## 歷史
1988年，新疆維吾爾自治區人民政府向中華人民共和國國務院提請開放老爺廟、烏拉斯台以及塔克什肯口岸；隨後國務院於同年9月21日發佈國函〔1988〕119號，表示只同意開放塔克什肯口岸，老爺廟與烏拉斯台口岸則因為當時蒙古人民共和國不具備開放條件而暫不開放。1991年6月24日，中華人民共和國政府和蒙古人民共和國政府簽訂協議，決定開放包含老爺廟口岸在內的8個口岸。接著國務院再於翌年2月25日發佈國函〔1992〕17號，同意老爺廟口岸作為季節性口岸對外開放，最終該口岸在1992年3月正式開放。
老爺廟口岸初期只會於每年3月、6月、8月以及11月間斷開放共64天，其後在2005年更改為每年雙數月份的11日至30日向外開放。此外該口岸位置曾兩次遷移，其中一次發生於2012年，當時口岸由原址向北遷移14公里。2014年8月10日，國務院發佈國函〔2014〕106號，同意老爺廟口岸升格為國際性常年開放口岸。隨後口岸擴大開放事宜在2016年8月得到自治區驗收組預驗收，並於翌年9月獲國家通過驗收。2018年，老爺廟口岸更獲批准成為進口肉類指定口岸。
2019冠狀病毒病在中國大陸流行初期，老爺廟口岸曾經暫停開放。後來該口岸於2020年6月11日恢復貨物過境服務，並在同年11月透過中蒙雙方外交渠道確認口岸擴大開放事宜。不過其後老爺廟口岸再次因疫情而於2021年1月1日關閉，直到翌年4月28日才恢復開放。
2024年，老爺廟口岸啟動第三次遷址前移工程，並委託專業機構編製新址區域規劃。接著口岸也在同年實施壓縮護照蓋章頻次措施和貨運車輛接橋運輸模式，從而提升貨車司機護照使用期限與口岸通關效率。

## 過境貨物和統計
老爺廟口岸主要以進口貨物為主，種類包括鐵礦石以及鐵精粉。後來透過該口岸過境的貨物類別不斷增多，例如於2018年和2022年向蒙古國出口商用車輛、在2019年與2023年入口水煮山羊肉以及於2023年12月首次進口焦煤。
2024年1月至4月1日期間，老爺廟口岸共有9506人次旅客與9313輛次交通工具過境。另外在2024年1月至10月期間，該口岸的貨物入境數量超過46萬噸，比2023年同期增加超過兩倍；而出口貨物量則有1058噸。